# Регінальд Кагілл
Регінальд Кагілл (Reginald Cahill) – професор фізики в Школі хімічних та фізичних наук Університету Фліндера Аделаїда( Австралія). Він бере участь у розробці проекту Фізичні процеси, як нової моделі реальності, що включає:
- враховуючи те, що формальна логіка має певні ліміти, які обмежуються теоремою неповноти Геделя, тому будь-яка спроба змоделювати реальність через формальні математичні системи приречена на невдачу.
- замість формальних систем необхідно використовувати «системи, що розвиваються» (process system), здатні до само-розвитку, само-організації, само-відновлення і т.і.

В стислову вигляді, замість сучасного статичного моделювання в чотири-вимірному просторі, необхідно використовувати динамічне моделювання, де простір та квантова матерія виникає з «фундаментальної випадковості» у вигляді само-організованої системи. Ключовою особливістю даного підходу є те, що необхідно іти від традиційного «синтаксичного моделювання інформації», до «семантичного моделювання інформації в процесі її зміни». Тільки така інформація може мати «фізичний зміст» (якесь відношення до реальності).
В рамках даного підходу розробляються нові теорії гравітації з врахуванням квантових ефектів. Ця програма підтримується в 2005-2006 рр. Австралійським комітетом по дослідженнях та відкриттях (Australian Research Council Discovery Grant). 
На сьогодні проф. Рег Кагілл є один з найбільш послідовних противників «спеціальної теорії відносності Ейнштейна». Він пропонує навіть повернутися знову до «релятивізму Лоренца». Його неприйняття релятивізму Ейнштейна базується на «анізотропії швидкості світла», вперше отриманої при обробці експериментальних результатів Майкельсона – Морлі, а потім Дейтона Міллера. Дійсно, пояснити анізотропію світла в рамках спеціальної теорії відносності неможливо. Проте це цілком можливо в рамках загальної теорії відносності, і тому сьогодні основні зусилля фізиків направлені на «модифікацію» останньої. 
Кагілл запропонував феноменологічну формулу для обробки експериментальних результатів Майкельсона, Морлі та Міллера:
{\displaystyle \Delta t={\frac {Lk^{2}v_{p}^{2}}{c^{3}}}\cos[2(\theta -\psi )]+a\cos(\theta -\beta ),}
де {\displaystyle L} - база інтерферометра, {\displaystyle c} - швидкість світла, {\displaystyle v_{p}} - проєкція швидкості на референтну систему відліку, {\displaystyle \theta } - азимут одного плеча інтерферометра, {\displaystyle \psi } - азимут абсолютного руху (тобто проєкція швидкості на площину інтерферометра), {\displaystyle \beta } та {\displaystyle a} - параметри підгонки. Майкельсон зовсім недаремно провів експерименти зі своїм інтерферометром в 1886 році. Насправді він хотів узнати коефіцієнт рефракції для повітря {\displaystyle n_{air}=1.00029}. Це дало йому змогу визначити параметр {\displaystyle k^{2}=n(n^{2}-1)=0.00058}. Таким чином, ми можемо враховувати дві швидкості {\displaystyle k\cdot v_{p}\approx 10}км/с
(обертання Землі відносно Сонця) та {\displaystyle v_{p}\approx 400}км/с. Тому, зовсім не дивно, що в 1927 році Майкельсон вказував на відношення експериментального значення швидкості стосовно обертання Сонячної системи навколо Галактики.

## Школи релятивізму
Рег Кагілл належить до «школи Зельманова (Abraham Zelmanov)»

, видатного спеціаліста по загальній теорії відносності 20-го сторіччя. Сьогодні його діяльності присвячений журнал Прогрес в фізиці, в редакції якого присутні його послідовники, наприклад Дмитро Рабунський (Dmitri Rabounski). Тому, зовсім не дивно, що більшість публікацій Рег Кагілла присутня в цьому журналі. Всякі претензії на «недорозвиненість Кагілла» і т.і. відпадають автоматично, оскільки в редакції знаходяться спеціалісти по загальній теорії відносності. Правда вони вже давно зрозуміли, що претензії «спеціальної теорії відносності» на універсальність не відповідають дійсності. І таким чином, в міру своїх сил і здібностей шукають вихід з даної критичної ситуації.

## Благодійна діяльність
Слід відзначити, що сьогоднішня популярність Де Вітта повністю завдячує Рег Когіллу. Справа в тому, що сам Де Вітте не публікував результатів свого експерименту по тій простій причині, що він не працював в академічних установах (у нього навіть не було документа про закінчення повноцінної вищої освіти, наскільки в нього була неприязнь на генетичному рівні до стандартної фізики). Де Вітте залишив результати своїх експериментів в Інтернеті (на своїй персональній сторінці та на форумах). І тільки завдяки Рег Когіллу сьогодні можна ознайомитися з цими результатами у статті, що написав Рег Когілл від імені Де Вітта! Подібний альтруїзм так не характерний для сучасної епохи, де кожен шукає «своєї вигоди». 

## Нагороди
У 2010 році Академія наук Телезіо – Галілея (Telesio - Galilei Academy of Science) нагородила професора Рег Кахілла золотою медаллю за розвиток даної концепції. Церемонія відбулася в Університеті Пешта (Угорщина).

## Зовнішні посилання
- Публікації Кохілла в журналі”Progress in Physics”
- Сторінка проекту Process Physics